# Scolopendrium officinale
Scolopendrium officinale là một loài dương xỉ trong họ Aspleniaceae. Loài này được DC. mô tả khoa học đầu tiên năm 1805.
Danh pháp khoa học của loài này chưa được làm sáng tỏ. 

## Hình ảnh

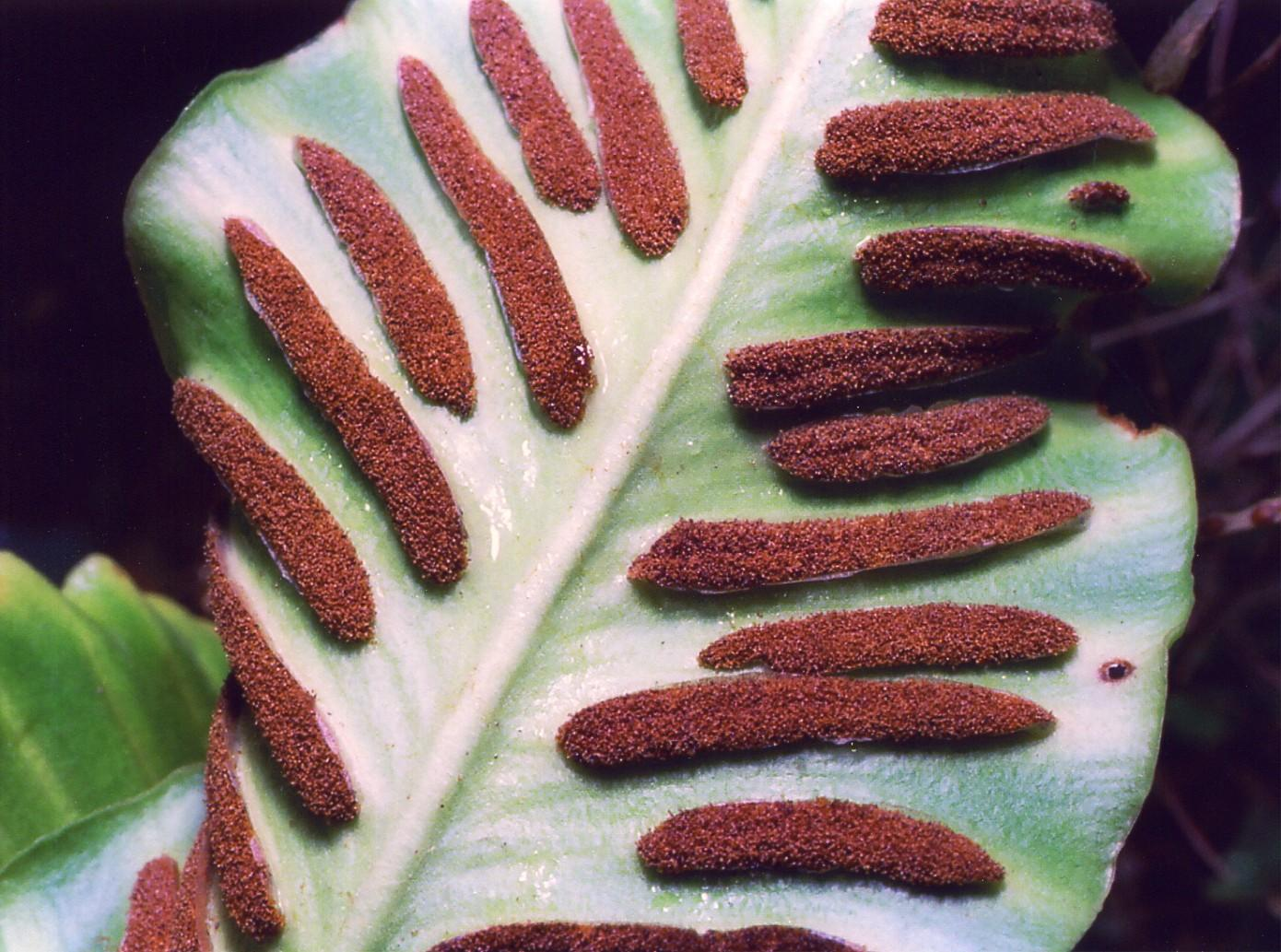
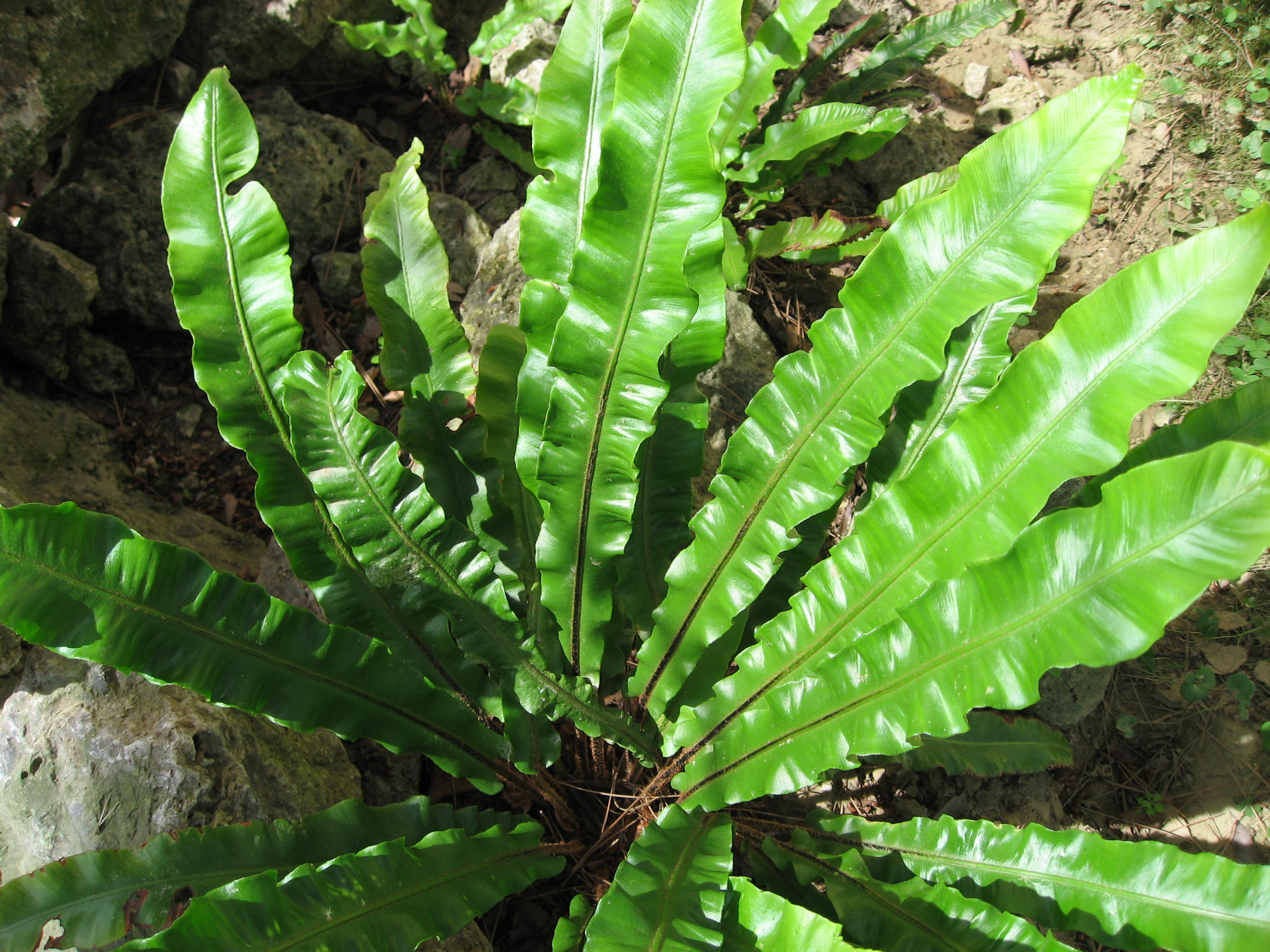